# Brand-Nagelberg
Brand-Nagelberg là một thị trấn ở huyện Gmünd thuộc bang Niederösterreich nước Áo. Đô thị Brand-Nagelberg có diện tích 36,63 km², dân số năm 2001 là 1820 người.